# Artisanat et arts populaires dans l'État d'Oaxaca

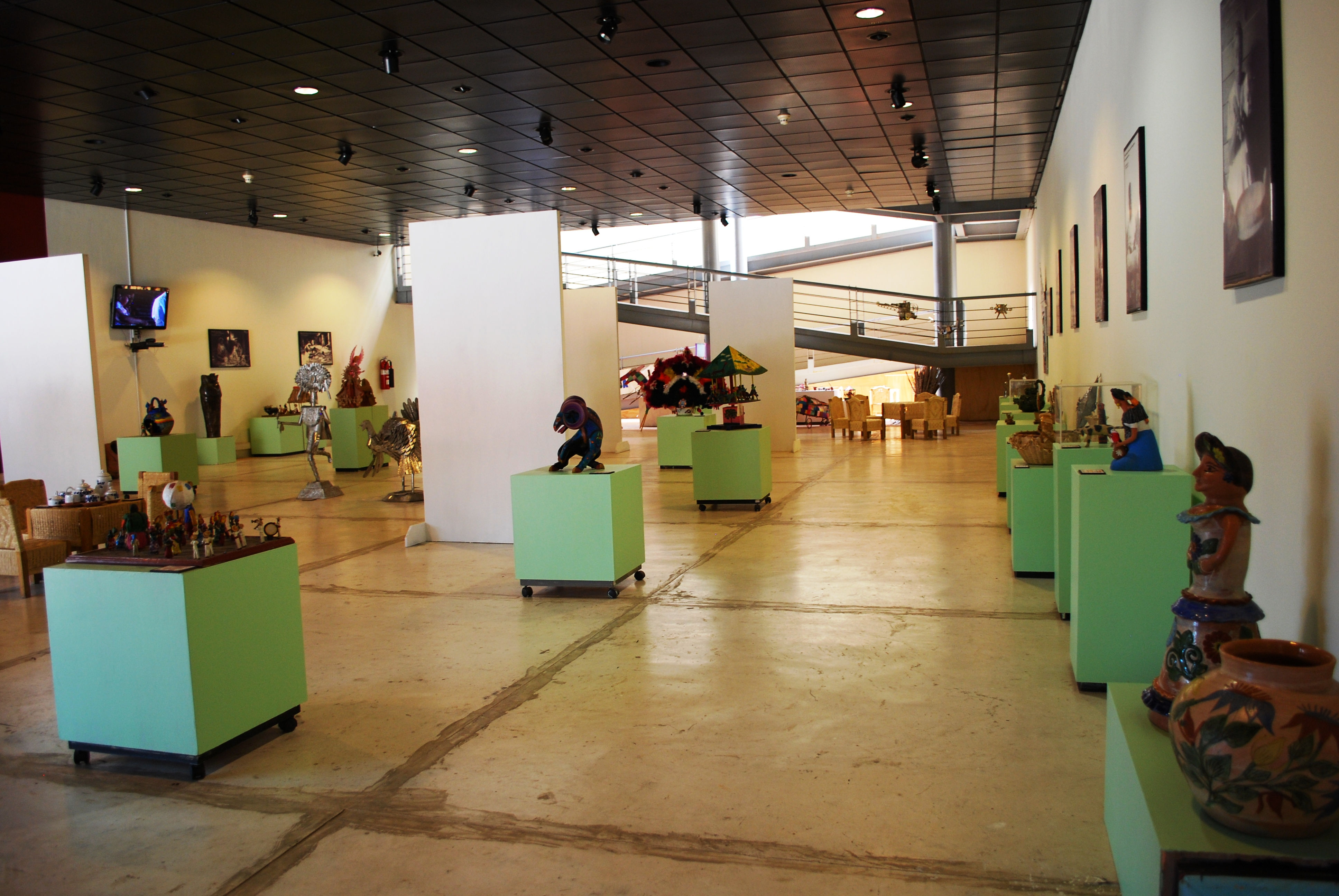
Salle d'exposition du Musée d'État de l'art populaire d'Oaxaca.

L'artisanat et les arts populaires dans l'État d'Oaxaca est l'une des traditions régionales importantes du Mexique, qui se distingue par sa qualité et sa variété. La production de biens pour le commerce a été une activité économique importante dans l'État, en particulier dans la région des vallées centrales depuis l'ère préhispanique que la région a située sur la route commerciale entre le Mexique central et l'Amérique centrale. Pendant la période coloniale, les Espagnols ont introduit de nouvelles matières premières, de nouvelles techniques et de nouveaux produits, mais l'essor des produits industriels a réduit la demande de la plupart des produits artisanaux au début du XXe siècle. L'introduction des autoroutes au milieu du siècle a amené le tourisme dans la région et avec lui un nouveau marché pour l'artisanat traditionnel. Aujourd'hui, l'État compte le plus grand nombre d'artisans en activité au Mexique, produisant une vaste gamme de produits qui continuent de croître et d'évoluer en fonction des goûts changeants du marché.
L'artisanat d'Oaxaca est aussi très spécialisé par communauté. Parmi les produits les plus remarquables, on peut citer la poterie barro negro de San Bartolo Coyotepec, la poterie verte émaillée et autres de Santa María Atzompa, les textiles en laine de Teotitlán del Valle et des communautés environnantes, le mezcal de Tlacolula de Matamoros (et de nombreuses autres villes et villages) et un animal nouveau et haut en couleur sculpté dans le bois fabriqué à San Antonio Arrazola et San Martín Tilcajete. La plus grande partie de la production se trouve dans les vallées centrales, mais on trouve des artisans dans tout l'État, y compris dans la région de Chinantla avec ses huipils, dans la région de Tehuantepec avec ses vêtements traditionnels et ses bijoux en pièces d'or et en tissus de palmes de la région mixtèque de l'État.

## Statut et caractéristiques distinctives

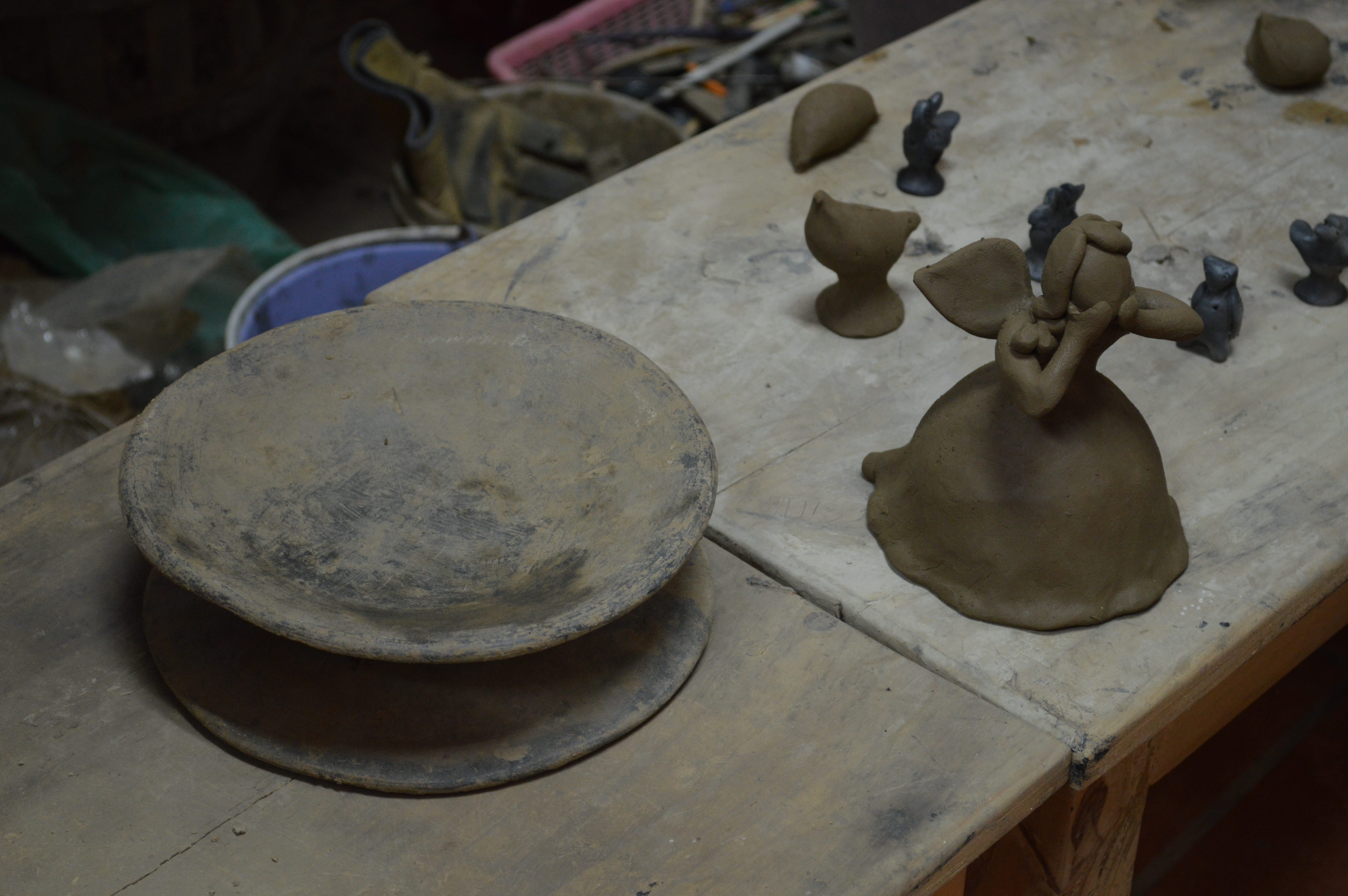
Un « proto-tourniquet » et une figurine en cours de réalisation de l'atelier Carlomagno Pedro Martínez à San Bartolo Coyotepec.

L'État d'Oaxaca est l'un des principaux et des plus connus producteurs d'artisanat (qui comprend certains types d'aliments transformés) au Mexique. Sa longue tradition de production depuis la période préhispanique ainsi que l'abondance des matières premières ont permis à cette tradition de se démarquer tant par la qualité que par la variété,,. Les produits les plus appréciés sont les céramiques et les textiles, suivis par ceux en bois et en cuir. Les autres productions comprennent la sculpture sur bois, le travail du métal, la broderie, la maroquinerie, les feux d'artifice, le papel picado, le travail de la pierre, le mobilier et plus encore,,,.
L'un des traits distinctifs de l'artisanat d'Oaxaca est la spécialisation de la production par communauté, qui a commencé à la période préhispanique, soutenue par un réseau complexe de marchés régionaux,. Cette tradition est maintenue en raison du relief montagneux et de la pauvreté de l'État, qui ont entravé le développement d'infrastructures de transport permettant aux collectivités de demeurer relativement autonomes et fracturées sur les plans politique et social. Cette tradition est l'une des plus fortes du Mexique et l'État compte le plus grand nombre d'artisans avec 58 398 en 2012,. Le système de marché régional reste également en place pour rendre l'artisanat largement disponible dans l'État, en particulier dans la région des vallées centrales.
Les influences indigènes les plus fortes sur l'artisanat d'Oaxaca sont zapotèque et mixtèque. Les matériaux locaux ont également un effet sur ce qui est produit. A San Bartolo Coyotepec, l'argile locale devient d'un noir profond et brillant si la pièce est brunie avant la cuisson. Les teintures traditionnelles pour textiles comprennent celles fabriquées à partir de l'insecte cochenille, qui produit diverses nuances de rouge et d'un escargot marin que l'on trouve sur les côtes de l'État pour le pourpre. Les fibres traditionnelles comprennent le coton (brun et blanc), la laine et le maguey,. Les techniques de production sont en grande partie inchangées depuis les périodes préhispaniques et coloniales, fabriquées dans des ateliers familiaux, le travail étant souvent divisé par sexe, âge et statut social. Un certain nombre d'artisans et de familles d'artisans ont acquis une réputation de produits fins et les pièces fines peuvent être trouvées dans des musées dans de nombreuses parties du monde. Il y a aussi de l'innovation sur les marchés de l'artisanat avec des artisans qui adaptent leurs créations à de nouveaux marchés et même la création de nouveaux articles, tels que les alebrijes.

## Développement

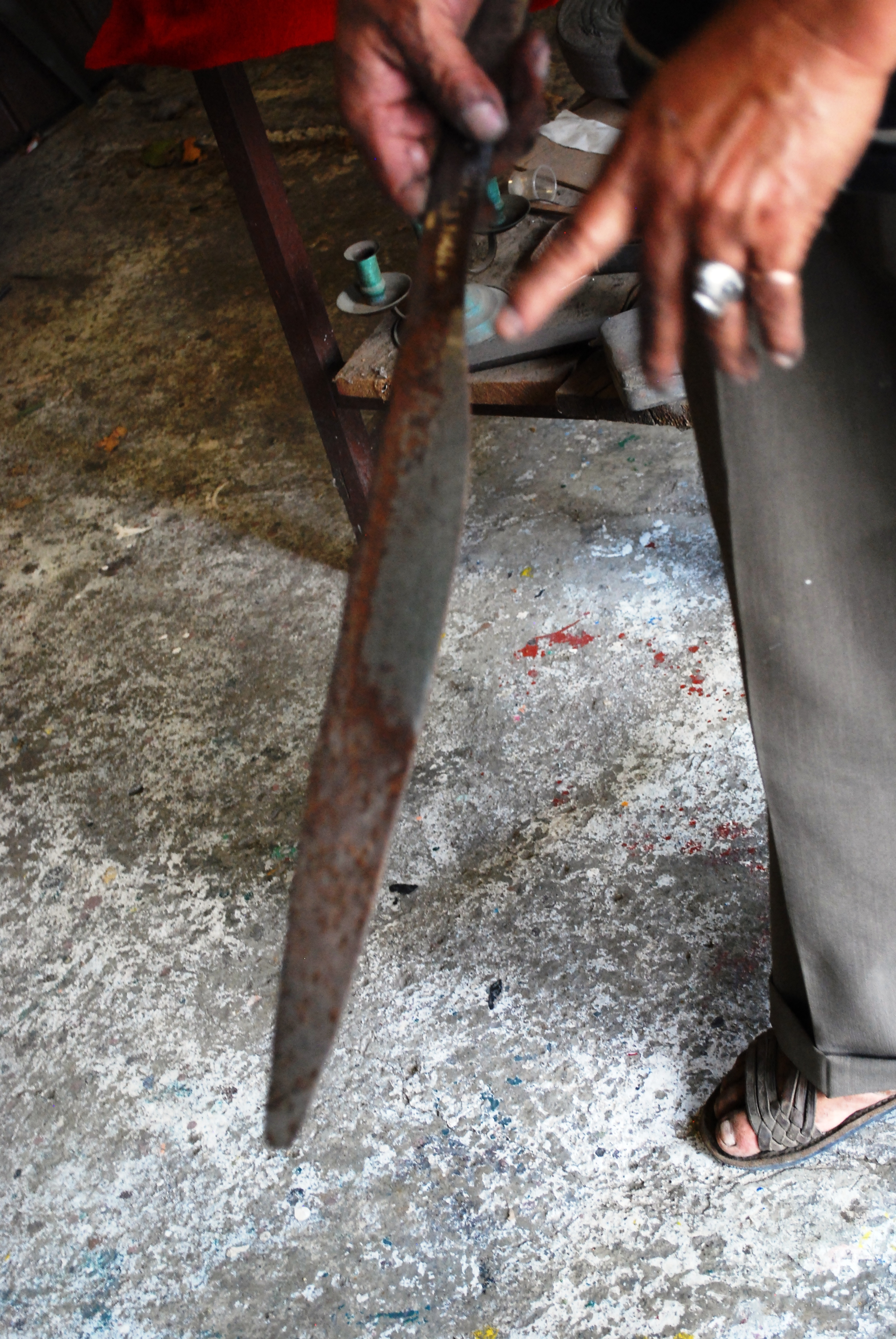
Lame en développement à l'atelier Aguilar à Ocotlán de Morelos.

Le commerce et l'utilisation locale se sont développés dans la région relativement tôt dans la période préhispanique parce que l'État, en particulier la vallée centrale, se trouvait sur la route commerciale qui reliait le Mexique central à l'Amérique centrale. Un exemple en est le site archéologique d'El Palmillo, qui fut un important centre de tissage, avec le tissage de diverses fibres établies à l'époque classique. À l'époque, comme aujourd'hui, la production était centrée sur les ménages, dont l'intensité et le type de production variaient d'un ménage à l'autre. Un autre bien commercial commun était les coquillages travaillés, dont la matière première provenant de la côte d'Oaxaca malgré le terrain accidenté, devait être travaillée et ensuite commercialisée.
Cette tradition de compléter le revenu familial est demeurée jusqu'à nos jours. Les principaux produits ont été les textiles, les céramiques, les produits en pierre, les paniers et les produits en bois, bien qu'ils aient évolué et que de nouveaux produits aient été introduits,.
Au début de la période coloniale, les Espagnols ont introduit de nouvelles matières premières, de nouveaux produits et de nouvelles techniques pour diversifier les produits des artisans de la région. Pendant la période préhispanique, les principales fibres étaient le coton et l'istle (faits à partir de feuilles de maguey), et le principal mécanisme de tissage était le métier à tisser à bande arrière. Les Espagnols ont introduit la laine et la soie, ainsi que de nouvelles teintures et le métier à pédales, qui permet un tissage plus rapide et la création de pièces plus grandes. Aujourd'hui, les tisserands d'Oaxaca produisent des tapis, des mouchoirs, des sacs de transport, des ponchos, des vêtements divers et plus encore. Ces changements n'ont pas éliminé les anciennes méthodes. Le métier à tisser à dos est toujours utilisé, tout comme les teintures fabriquées à partir de plantes, d'animaux et de minéraux locaux comme le cochenille, un insecte qui sert à créer du rouge et le tishinda, un escargot marin utilisé pour créer du violet. Les Espagnols ont également introduit la céramique émaillée, la méthode filigrane de fabrication des bijoux en or et en argent et le travail des nouveaux métaux, en particulier l'étain et le fer.
Au XXe siècle, l'industrialisation a réduit à néant la production d'objets artisanaux, en particulier pour un usage local. Par exemple, en 1965, à San Miguel del Valle, seuls quelques vieillards tissaient encore le bois local, en utilisant des teintures naturelles parce que la demande était trop faible. Cependant, dans les années 1960 et 1970, la construction de routes modernes, en particulier la route panaméricaine, a permis le développement d'une industrie touristique qui s'adresse à ceux qui cherchent à explorer le Mexique traditionnel ainsi que le littoral. L'industrie artisanale moderne d'Oaxaca a pris son essor, son marché initial étant le tourisme. Cela a conduit à un intérêt pour les méthodes traditionnelles, le nombre d'artisans se multipliant, en particulier dans le textile et la céramique, des années 1960 à la fin des années 1980. À la fin de cette période, l'économie de plusieurs collectivités était passée d'une économie agricole à une économie fondée sur un artisanat particulier. Le XXe siècle a également connu quelques changements techniques, notamment l'utilisation de teintures et peintures synthétiques et de fils commerciaux, ainsi que des émaux sans plomb, mais ceux-ci n'ont pas complètement remplacé la production plus traditionnelle,,.

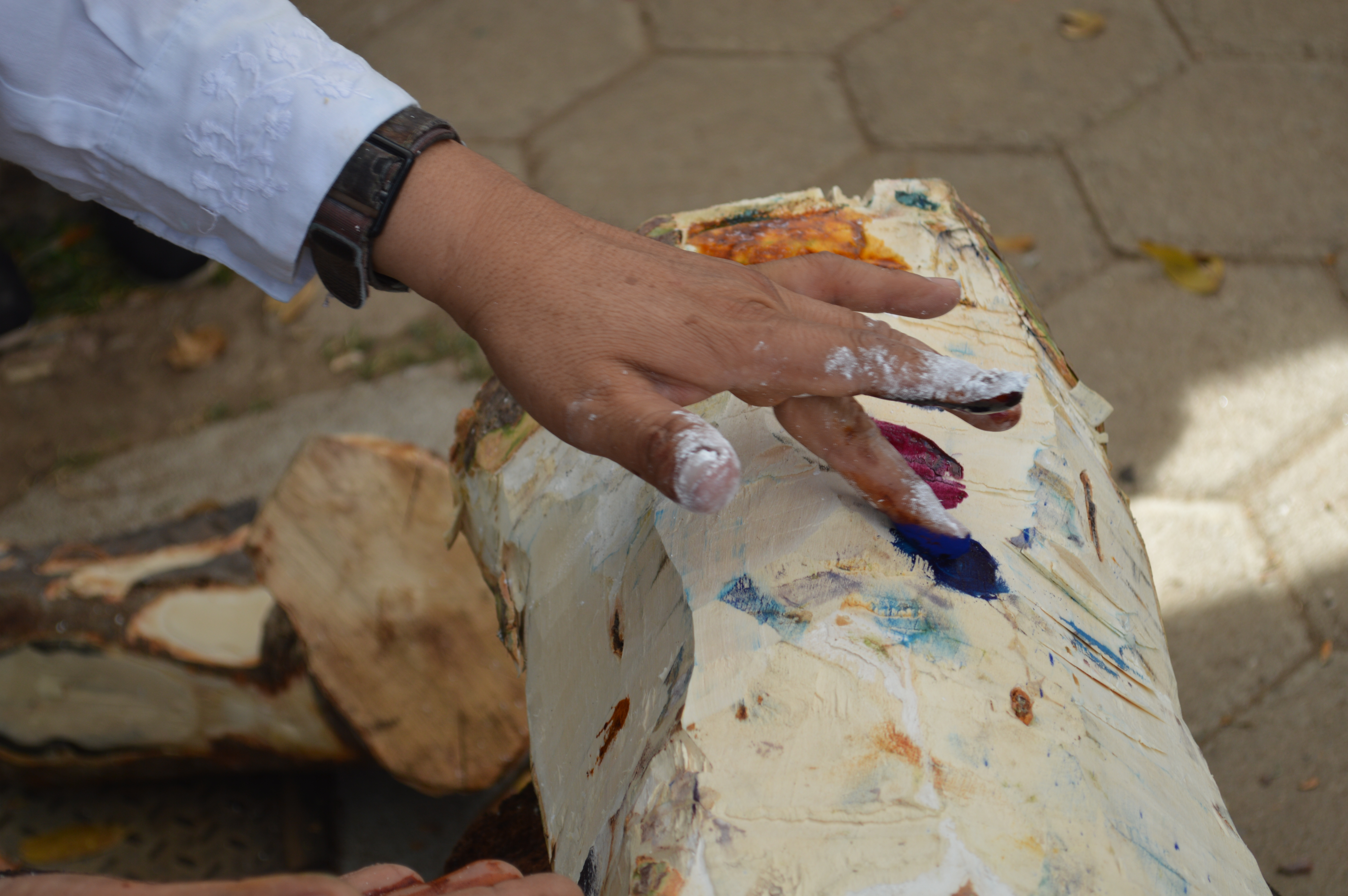
Jacobo Angeles fait la démonstration de la fabrication de peintures avec des pigments naturels dans son atelier de San Martín Tilcajete.

Aujourd'hui, l'artisanat d'Oaxaca est fortement dépendant du commerce touristique, y compris des collectionneurs qui viennent dans la région spécialement pour l'artisanat. Ce succès auprès des touristes s'est également traduit par un certain succès dans l'exportation de produits vers diverses parties du monde, en particulier vers les États-Unis,. Le développement continu de l'artisanat d'Oaxaca est soutenu à la fois par le gouvernement et des entités privées. Une façon d'y parvenir est d'encourager les jeunes générations à devenir des artisans, avec de l'argent pour l'équipement et des moyens de promouvoir leurs produits, comme les concours. Ces efforts comprennent également ceux qui se déroulent à l'extérieur du Mexique, comme un point de vente géré par le gouvernement à Pasadena, en Californie, le financement de l'exportation par Bancomext et les ventes par des groupes tels que les Friends of Oaxacan Folk Art,,. Les traditions artisanales continuent à évoluer dans l'État, généralement pour répondre au goût touristique et étranger et comprennent la création de nouveaux produits tels que les alebrijes,. Le Centro de Diseño Oaxaca a travaillé avec des artisans et des designers contemporains pour créer de nouveaux produits basés sur des techniques traditionnelles et pour documenter le développement de l'artisanat et de l'art populaire dans cet état,.
La relation de l'artisanat au tourisme a favorisé l'ouverture d'un certain nombre de musées, généralement dans la région des vallées centrales, pour promouvoir et faire connaître les produits. Il s'agit notamment du Musée du Textile de Oaxaca (Museo Textile de Oaxaca) fondé par la Fondation Alfredo Harp Helú et qui possède une collection permanente de plus de 1 000 pièces, dont certaines datent du XVIIe siècle. Un autre exemple est le Musée d'État de l'art populaire d'Oaxaca, géré par l'État, qui se concentre principalement sur la poterie barro negro produite à San Bartolo Coyotepec, mais contient un exemple représentatif de toutes les principales traditions artisanales de l'État.

## Défis

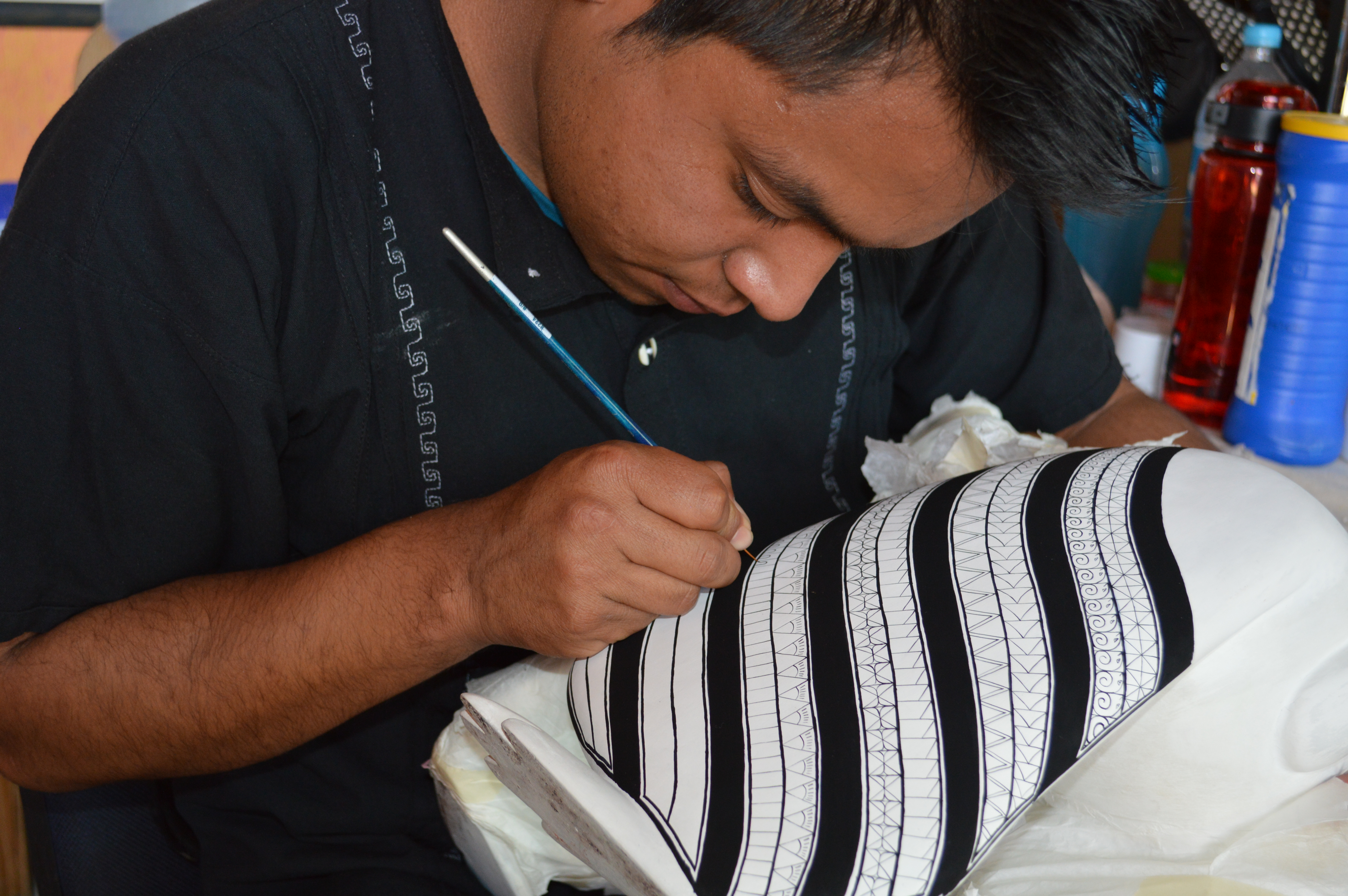
Jeune artisan ajoutant des détails raffinés à un alebrije.

Les artisans d'Oaxaca sont réputés pour la qualité de leur travail et la réussite de leur entreprise ; cependant, l'industrie fait encore face à des défis. Il y a peu ou pas de demande locale pour les produits parce que les équivalents de fabrication commerciale sont moins chers et souvent plus faciles à utiliser. Cela signifie que les artisans dépendent presque entièrement du tourisme pour maintenir les traditions en vie. Le succès de l'artisanat d'Oaxaca a mis à rude épreuve la disponibilité des matières premières. Un exemple en est la surexploitation des copaliers, dont le bois tendre est préféré par les sculpteurs d'alebrije,. Un autre défi est l'introduction d'imitations moins coûteuses de produits, généralement en provenance de Chine. Jusqu'à présent, peu de produits artisanaux dans tout le Mexique ont été admissibles à la certification pour garantir l'authenticité.
Bien que la promotion de l'artisanat et de l'art populaire soit une priorité dans le développement social et économique de l'État, il y a toujours un manque de soutien gouvernemental, souvent dû à la bureaucratie. Les métiers d'art qui ont une histoire dans une ville qui remonte au moins à la période coloniale sont plus susceptibles de recevoir l'appui des entités gouvernementales. Les alebrijes étant une exception.
La dépendance de l'artisanat à l'égard du commerce du tourisme signifie que les perturbations ont ici un effet disproportionné sur l'industrie. Le soulèvement de 2006 a sévèrement réduit le tourisme à Oaxaca et avec lui les ventes d'artisanat, affectant l'un des secteurs économiques les plus vulnérables de l'état, avec des ventes réduites pendant le soulèvement jusqu'à 95% car les magasins du centre historique ont dû fermer. Cela signifie que non seulement les vendeurs de la ville ont été touchés, mais aussi les producteurs artisanaux des vallées centrales qui dépendent des ventes dans la capitale. La corruption et les bouleversements politiques, tels que le soulèvement de 2006, ont un effet négatif sur les ventes d'artisanat. Les événements de 2006 ont durement frappé les artisans parce qu'en tant que petites entreprises, ils n'avaient pas les ressources nécessaires pour s'adapter à l'évolution rapide des conditions. Comme le tourisme est centré sur la ville d'Oaxaca, avec relativement peu d'entreprises s'aventurant dans les zones périphériques où les produits sont fabriqués, de nombreux artisans dépendent d'intermédiaires basés dans la ville et sont souvent endettés envers eux,.
Les artisans de la sculpture et du tissage du bois ont formé des coopératives et d'autres organisations pour continuer à promouvoir leur travail. Cependant, tous les artisans n'ont pas été en mesure de le faire. En raison de la difficulté de gagner sa vie, de nombreux artisans émigrent aux États-Unis.

## Villes des vallées centrales

### Vallées centrales

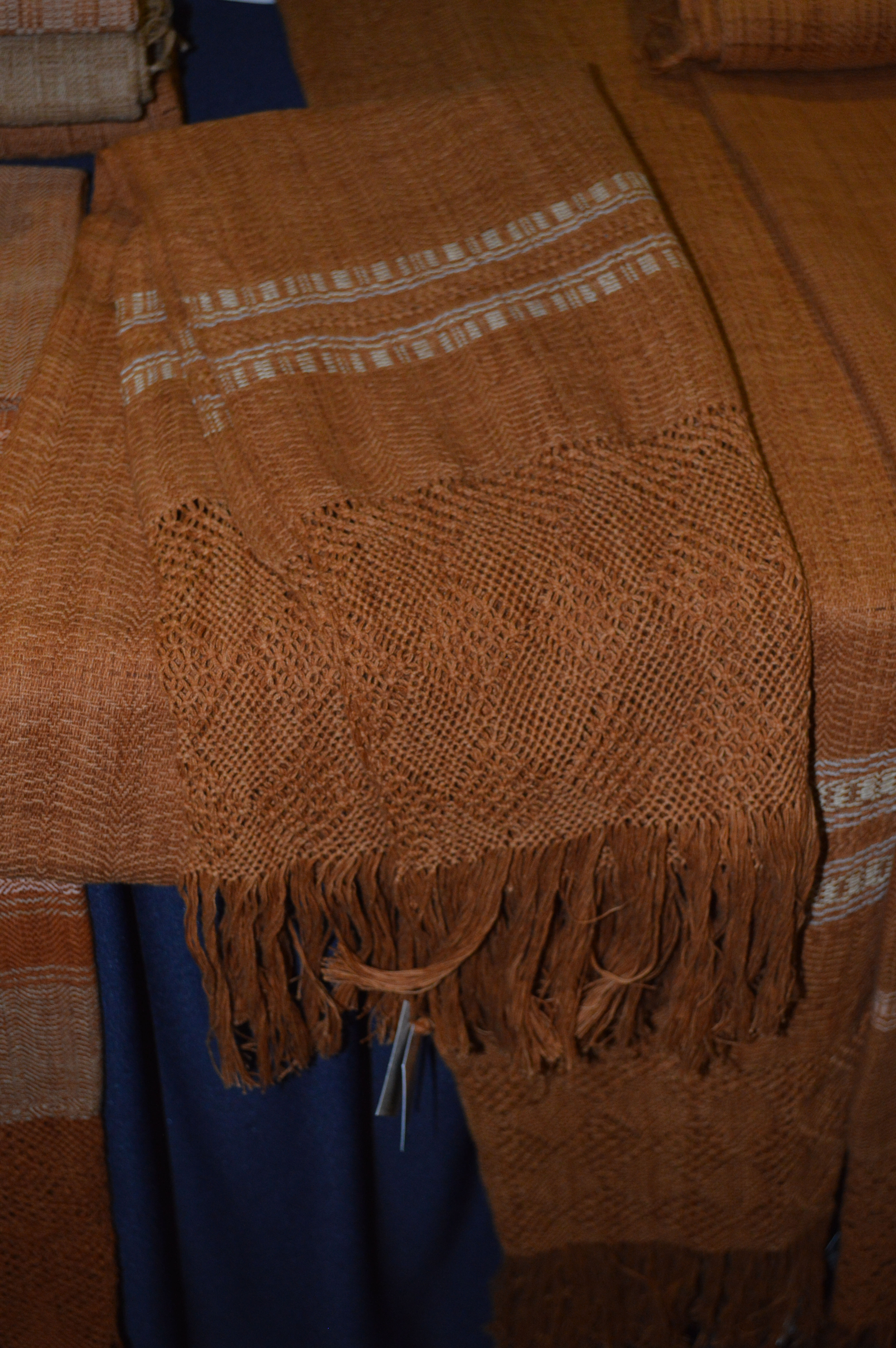
Rebozo de.

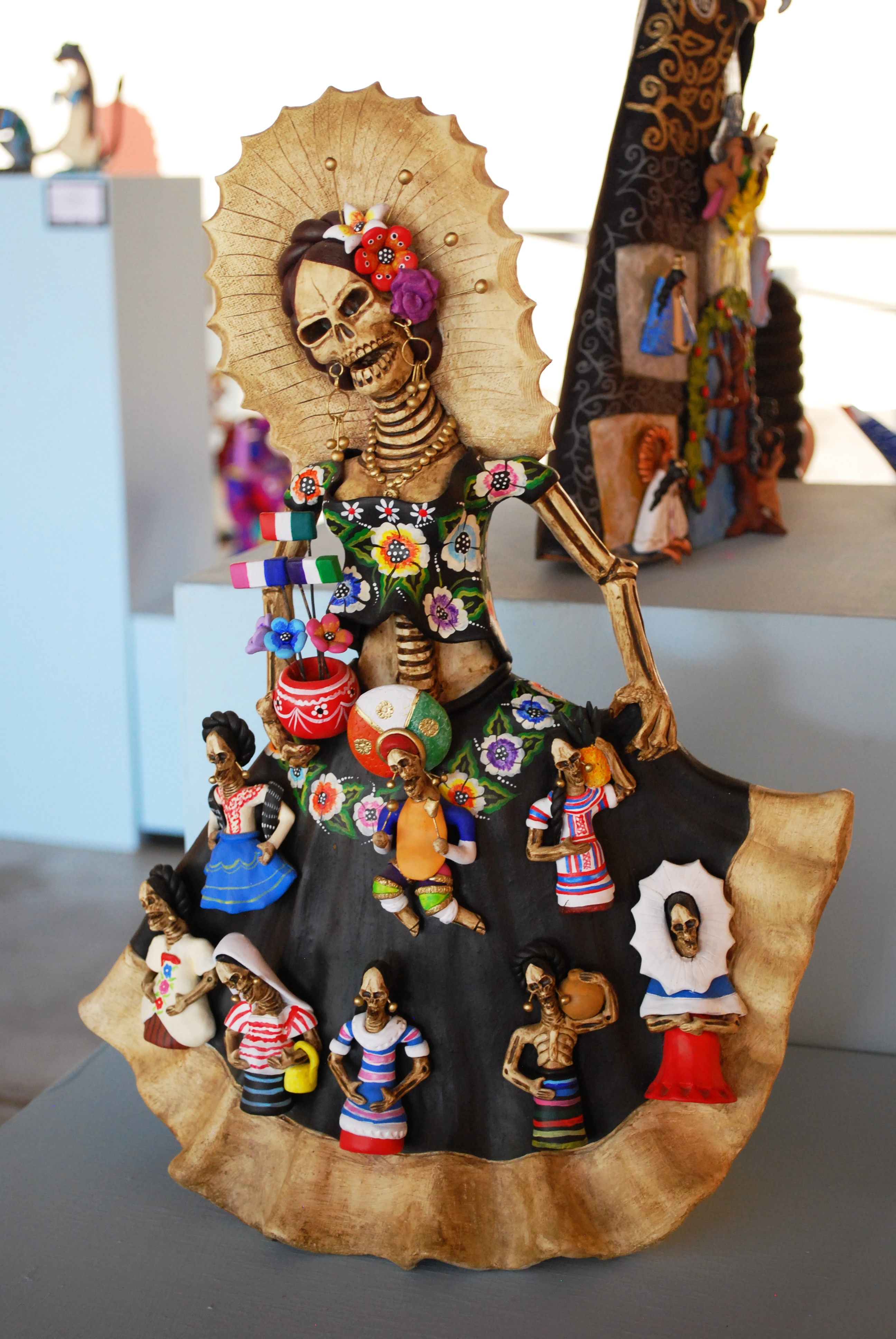
Squelette en céramique de Leopoldo Garcia Aguilar d'Ocotlán de Morelos.

La création artisanale est principalement concentrée dans les vallées centrales, la région zapotèque de l'état,. Ce domaine a le plus haut degré de spécialisation et de variété qui comprend la céramique, le tissage de fibres rigides (paniers), les textiles de laine et de coton, le travail de la pierre, le travail du bois, la fabrication du mezcal et le travail du cuir. La plupart des communautés artisanales de la région se spécialisent dans un type ou un sous-type d'artisanat et la plupart sont situées dans ou près de la ville d'Oaxaca,.
Les ventes de marchandises sont destinées au commerce touristique, vendues en passant par des intermédiaires, principalement dans la ville d'Oaxaca, car relativement peu de touristes s'aventurent dans les zones rurales où les produits sont fabriqués,. Ceux qui s'aventurent en dehors de la capitale visitent de plus grands producteurs comme la ville de tissage de Teotitlán del Valle, et les centres de sculpture d'alebrije de San Antonio Arrazola et San Martín Tilcajete. En tant que centre national de distribution artisanale, il existe de nombreux points de vente, dont le Mercado Benito Juarez, la Casa de las Artesanías d'Oaxaca et le Jardín Labastida. Le marché de Miahuatlán avec des stands de vente de vêtements traditionnels, d'aliments et de paniers, le tianguis à Ayoquezco, spécialisé dans les meubles et autres produits en bois, et le petit marché à Etla, spécialisé dans les produits laitiers, est un autre marché régional important dans les vallées centrales.

### Teotitlan et les communautés environnantes

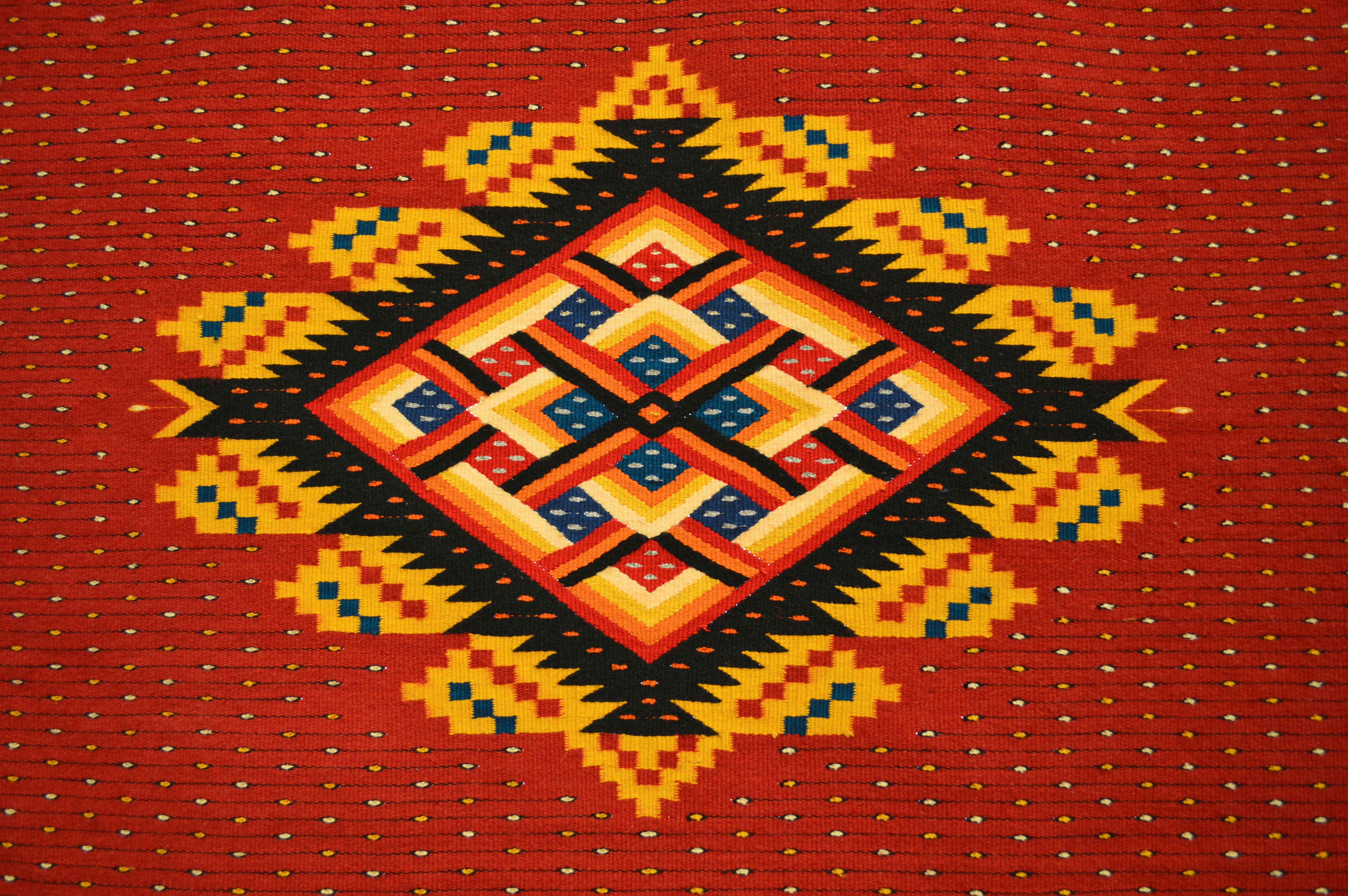
Tapis tissé par l'artiste/artisan Arnulfo Mendoza dans un design zapotèque traditionnel au Museo de los Pintores Oaxaqueños de la ville d'Oaxaca.

Le tissage de la laine a été introduit à Oaxaca à l'époque coloniale, mais la spécialisation de la fabrication de tapis à Teotitlan del Valle et dans les communautés environnantes remonte au développement du tissage pour le commerce touristique,. Ces produits sont commercialisés principalement au Mexique et dans des galeries fines et d'autres endroits aux États-Unis,.
Les tapis sont fabriqués dans des ateliers familiaux situés dans des maisons, la plupart des ateliers ayant trois métiers à tisser. Les enfants apprennent le métier dès leur plus jeune âge, ce qui les aide dans le processus, la plupart d'entre eux ayant leur propre métier à tisser vers l'âge de 12 ans pour créer de petits objets tels que des sacs et des tentures murales. Bien que le fil utilisé reste 100% laine, une grande partie est préteintée avec des colorants commerciaux. L'artisanat s'est adapté de diverses façons au commerce international des dessins utilisés dans les œuvres. Certains sont dits « commerciaux » car ils sont populaires sur les marchés plutôt que traditionnels, bien que les modèles zapotèques traditionnels puissent encore être facilement trouvés,. Alors que la plupart des tissages sont des tapis, d'autres produits créés ici comprennent des couvertures, des oreillers, des chaises de directeur, des sacs à main et des tentures murales.
Teotitlan est le principal producteur et centre de commercialisation de ces textiles en laine, ce qui en fait l'une des communautés indigènes les plus prospères qui dépendent de l'artisanat. Le tourisme dans la ville a commencé dans les années 1970, ce qui lui a donné son statut d'exutoire pour les communautés encore plus petites qui l'entourent. La ville et les communautés environnantes parlent encore le zapotèque et les spécialistes du marketing ont travaillé à projeter l'image d'une seule communauté zapotèque (bien que les petites communautés aient tendance à produire des pièces qui montrent des variations). Cette commercialisation a conduit à un système de classes parmi les zapotèques de la région, les intermédiaires de Teotitlan étant en tension avec les producteurs avant même que les marchandises n'atteignent des mains extérieures.
Les petites communautés qui produisent pour la vente à Teotitlán del Valle comprennent Santa Ana del Valle, San Miguel del Valle et Villa Díaz Ordaz. Dans ces communautés, jusqu'à la moitié d'entre elles se consacrent à plein temps au tissage de tapis.

### Atzompa et San Bartolo Coyotepec

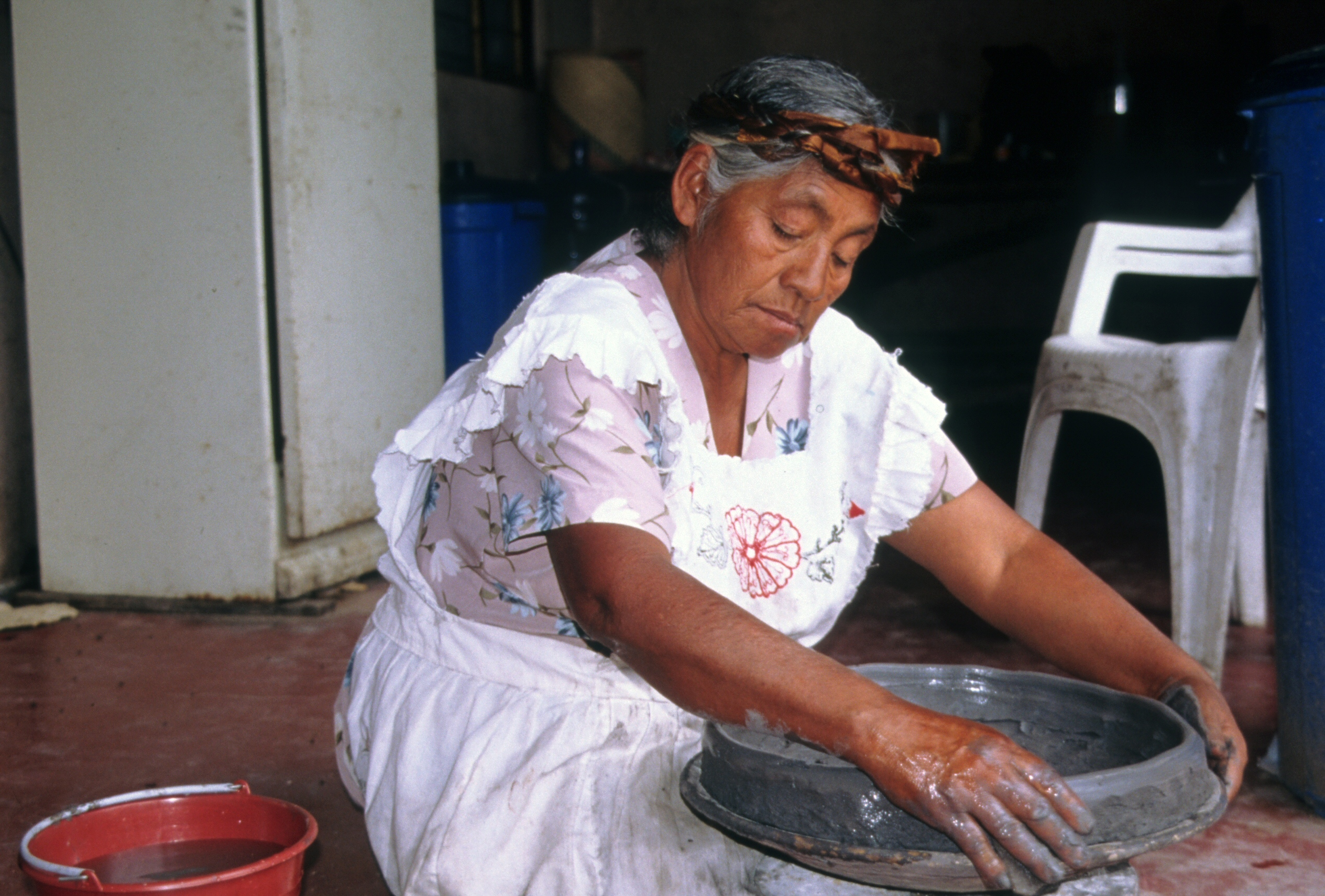
Dolores Porras travaillant à Santa María Atzompa.

La poterie se trouve dans de nombreuses régions de l'État, mais les deux centres les plus connus sont San Bartolo Coyotepec et Santa María Atzompa. La majeure partie de la poterie d'Oaxaca est fabriquée sans tours de potier, mais avec l'utilisation de moules ou formée à la main, parfois en utilisant une sorte de « proto-roue », qui est une plaque ou un bol peu profond placé sur un bol inversé. La céramique est l'un des produits artisanaux les plus connus d'Oaxaca. Les pièces émaillées les plus courantes sont celles dont la couleur de base est le brun et le blanc, façonnées en vases, assiettes, tasses et pièces décoratives. Pour les pièces utilitaires, les moules sont le plus souvent utilisés. Pour les très grandes pièces telles que les cantaro ou autres récipients de stockage, le moulage se fait par sections.
San Bartolo Coyotepec est le berceau de la poterie barro negro (argile noire), le type le plus reconnu de l'État. Le barro negro est une poterie non émaillée, qui tire son éclat du polissage, en frottant la pièce séchée avant la cuisson. Il est presque exclusivement fabriqué dans la région de Coyotepec. Ces pièces sont également décoratives et comprennent des lampes, de grandes jarres appelées cantaros, des cloches, des masques, des décorations murales et plus encore,. Pour encourager les visiteurs, la ville accueille le Musée d'État de l'art populaire d'Oaxaca et possède un Mercado de Artesanias (marché de l'artisanat).
Santa María Atzompa fabrique des poteries depuis au moins 500 ans. Il est largement connu pour ses ustensiles de cuisine traditionnels verts émaillés et ses pièces ornementales. La glaçure pour les pièces vertes était à l'origine à base de plomb, mais elle a été modifiée dans les années 1990 pour des raisons de santé,. La vaisselle verte émaillée est principalement formée en articles utilitaires tels que des pots, des cazuelas, des bols et plus encore. Plus récemment, les artisans de la ville ont expérimenté d'autres styles de poterie, la plupart du temps décoratifs dans des styles variés. L'une d'entre elles est appelée « pastillaje » où de très petits et fins morceaux d'argile sont formés et pressés sur la surface principale de la pièce pour créer un décor. La ville dispose également d'un point de vente pour sa vaisselle, la Casa de las Artesanias (maison de l'artisanat).

### Arrazola et Tilcajete

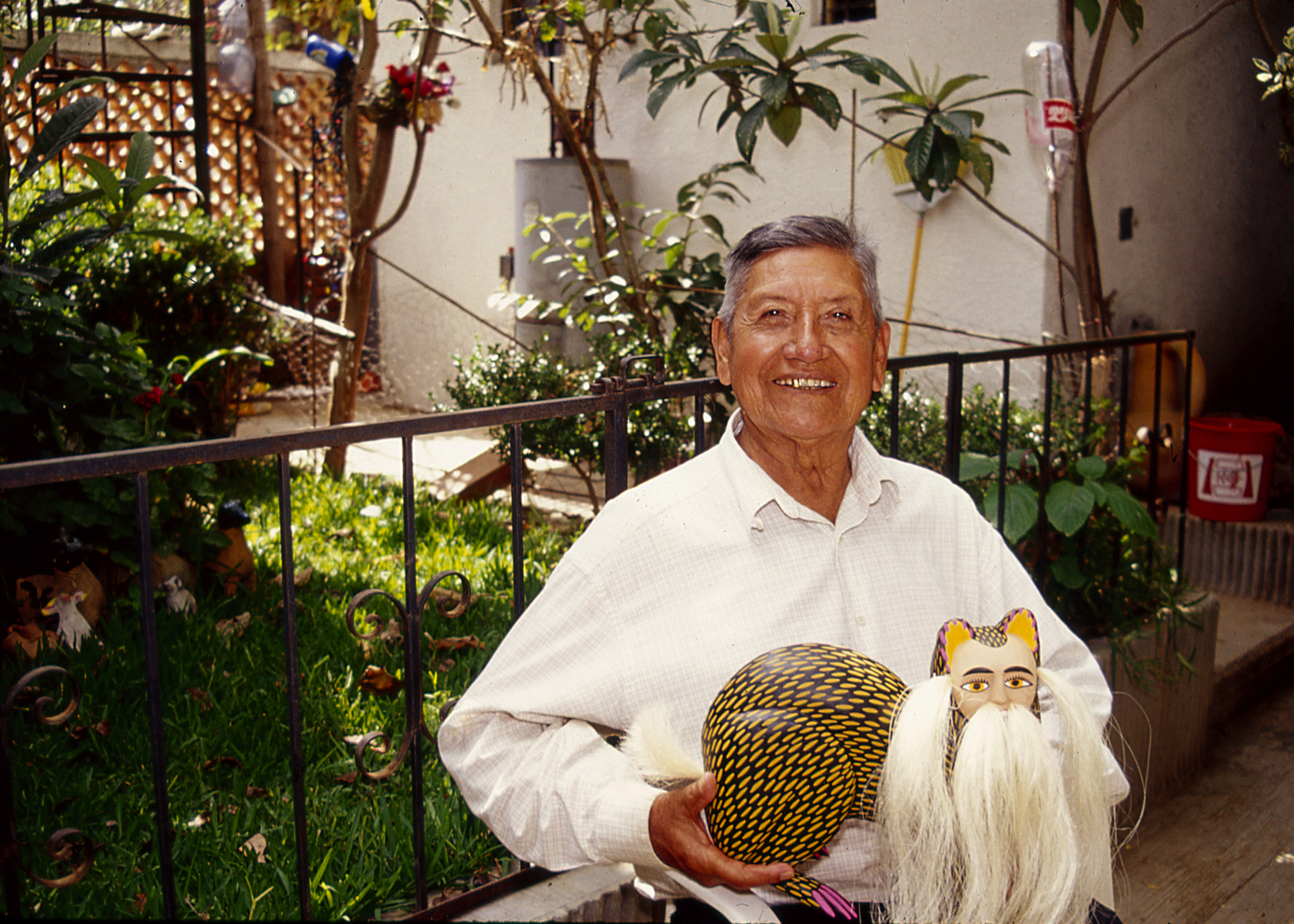
Manuel Jimenez avec un alebrije.

Aujourd'hui, à Oaxaca, le bois est transformé en masques et en meubles ; il n'existe pas de marché local pour la sculpture sur bois, toute la production étant destinée à la vente aux touristes et aux collectionneurs,. La sculpture sur bois de loin la plus populaire est la fabrication de figures animales fantastiques appelées alebrijes. Celles-ci sont principalement fabriquées dans les villes de San Antonio Arrazola et San Martín Tilcajete avec quelques travaux remarquables réalisés à La Unión Tejalapan,,.
Beaucoup d'acheteurs d'alebrijes supposent que les travaux ont une plus longue histoire au Mexique qu'ils ne l'ont en fait. Ils ont été créés au XXe siècle, avec le concept conçu par le cartonnier mexicain Pedro Linares, dont les traditions d'Oaxaca ont émigré d'Arrazola vers la capitale.
La version d'Oaxaca des alebrijes se distingue non seulement par sa taille plus petite et sa sculpture en bois, mais aussi par le fait que les figurines sont généralement plus reconnaissables comme un seul animal comme les lions, les jaguars, les iguanes, les dragons, les chiens, les serpents, plutôt que comme un mélange de diverses parties animales. La raison en est qu'il existe une longue tradition zapotèque de sculpture de figures en bois. Le premier à développer les alebrijes d'Oaxaca fut Manuel Jiménez Ramírez d'Arrazola, qui les créa pendant plus de trente ans avant sa mort, en utilisant du bois de copal tendre qui est encore préféré aujourd'hui. Il les a ensuite peintes dans des couleurs vives et avec des motifs complexes,. Il a été suivi par Santos Pinos et puis l'artisanat s'est répandu à d'autres dans la ville. C'était la même chose à San Martín Tilcajete, où quelques familles pionnières ont lancé la tendance. Les deux villes ont d'abord commencé à vendre aux touristes, mais les pièces sont finalement devenues des objets de collection qui sont maintenant vendus dans des magasins et des galeries aux États-Unis et dans d'autres pays.

### Santo Tomás Jalietza
La ville de Santo Tomás Jalieza est spécialisée dans les textiles en coton, les articles brodés et ceux tissés avec un métier à tisser à dos comme les chemisiers, les sarapes, autres vêtements traditionnels et les nappes,.
Elle est connue depuis au moins 400 ans pour ses métiers à tisser à dos, dont la majeure partie de la production de l'époque coloniale était vendue localement, en particulier aux communautés de la Sierra de Villa Alta.
Depuis le début du XXe siècle, les producteurs de Jalieza se sont organisés pour produire et commercialiser leurs produits. Le nombre d'artisans à Jalieza a augmenté depuis les années 1940 et surtout depuis les années 1960 avec le pavage de l'autoroute à travers la municipalité, apportant du tourisme. Dans les années 1970, la demande de textiles était suffisamment forte pour que même les hommes commencent à participer à ce qui est traditionnellement le travail des femmes, mais seulement à la maison et en privé. Cependant, les textiles les plus réussis produits par la communauté ne sont pas les plus traditionnels ; ce sont plutôt des pièces qui ont été modifiées pour être plus attrayantes pour les marchés extérieurs. Aujourd'hui, la quantité et la qualité des pièces sont réglementées et promues collectivement, principalement par l'Unión de Artesanos (union des artisans). Elle s'efforce d'introduire de nouveaux modèles, de créer de nouveaux marchés et de fixer les prix des marchandises. Puis le marché s'est achevé en 1970, les ventes de textiles s'y sont concentrées. De nombreuses familles se sont spécialisées dans certains vêtements ou autres pièces.

### Collectivités de fabrication de paniers
Tous les métiers d'art ne sont pas connus dans le monde entier ou de collection. L'un d'entre eux est le tissage des paniers. Cet artisanat est surtout pratiqué dans les très petites communautés de la région des vallées centrales, où les roseaux poussent abondamment le long des rives des rivières. En plus des paniers traditionnels pour le transport, les roseaux sont également façonnés en cages à oiseaux, lampes, bonbons, paravents et rideaux,,. Les villes les plus connues pour cette activité sont Etla, Ocotlán de Morelos, Tlacolula, Santa Cruz Papalutla, Santa Ana del Valle, Villa Díaz Ordaz et San Miguel del Valle,,.
Comme ces zones ne sont généralement pas visitées par les touristes, les principaux points de vente des paniers sont le Centro de Abastos (marché de gros alimentaire) dans la ville d'Oaxaca et le tianguis du dimanche à . Ce métier n'a pas été promu par le gouvernement et d'autres entités comme d'autres, ce qui est crucial pour créer un marché plus large et pour adapter le métier aux goûts modernes. Pour cette raison et le fait que le marché local est en déclin, l'artisanat est en déclin. L'une des raisons pour lesquelles la vannerie n'est pas soutenue est que le produit est associé aux zones rurales et non aux zones urbaines modernes.

### Octolán de Morelos
Une exception à la spécialisation à un type d'artisanat est la ville d'Ocotlán de Morelos, située au sud de la ville d'Oaxaca. L'artisanat le plus connu de la ville est la poterie, dont la fabrication est dominée par les femmes. Les potiers les plus connus sont les Aguilar, dominés par les sœurs Josefina, Guillermina, Irene et Concepción qui créent des figurines fantaisistes multicolores.
Ocotlán est connue pour sa production de couteaux et autres lames fabriqués à la main,. Apolinar Aguilar Velasco (en) est l'un des plus connus pour la fabrication de couteaux, d'épées, de machettes, etc. utilisant les mêmes techniques que celles utilisées au XVIe siècle. Aguilar a commencé à fabriquer des lames à l'âge de dix ans, formé par son père et son oncle. Il enseigne maintenant le métier à la prochaine génération.

### Tlacolula de Matamoros
Tlacolula est une petite ville à l'est de la capitale de l'État. Elle est également connue pour diverses industries artisanales, notamment la production de mezcal et de fer forgé, mais aussi pour certains textiles,. Alors que le mezcal est produit dans tout l'Oaxaca, Tlacolula est considéré comme le centre de production. La boisson est fabriquée à partir de différents types de plantes maguey telles que tobalá (es), espadín et arroquense, que l'on trouve à l'état sauvage ou cultivé. La boisson se décline en plusieurs variétés, en fonction du maguey utilisé, des procédés de torréfaction et de fermentation utilisés et de l'affinage. Bien que tous les types ne l'utilisent pas, le « ver » dans la bouteille (en fait une larve) est associé au mezcal, pas à la tequila. Le mezcal est embouteillé seul ou combiné avec des arômes pour créer des liqueurs à la crème.
Le métal est également travaillé dans la ville, en particulier l'étain et le fer, qui ont été introduits par les Espagnols. L'étain travaillé dans la plupart des objets décoratifs tels que les cadres de miroirs et les figurines. Le fer est transformé en couteaux, poignards et autres lames, machettes, vaisselle. Tlacolula est particulièrement connue pour sa production de rampes en fer forgé pour les bâtiments,.

### Autres communautés
Il n'y a pas beaucoup de production artisanale dans la ville d'Oaxaca elle-même. Une exception à cette règle est le travail de la tôle, qui a vu le jour à l'époque coloniale. Le métal est surtout utilisé pour la fabrication de bougeoirs et de cadres de fenêtres et de miroirs, ainsi que de figurines fantaisies et de décorations de Noël. Le quartier Xochimilco de la ville est connu pour la production de nappes, de serviettes de table et d'autres articles en lin.
À Valle de Etla, un groupe de résidents autochtones a commencé à ramasser les vieux pneus trouvés sur la route et à les transformer en pièces d'artisanat. L'idée artisanale a commencé avec Esteban Perada, originaire de Santiago Suchilquitongo (en). À l'origine, il les utilisait pour soutenir les rondelles, les murs de soutènement et les pare-chocs des voitures. Créatif, il a trouvé un moyen de transformer un pneu en toucan pour accrocher des pots de fleurs, en le peignant de couleurs vives. D'autres l'ont aimé et ont demandé l'article pour leurs jardins. Depuis lors, lui et d'autres ont créé d'autres personnages tels que des perroquets, des écureuils et plus, en vendant suffisamment pour compléter le revenu familial.
La ville de San Juan Teitipac fabrique des produits en pierre, mais deux de leurs produits traditionnels, les mutates et les molcajetes, ont été pour la plupart remplacés par des robots ménagers.

## Autres parties de l'État

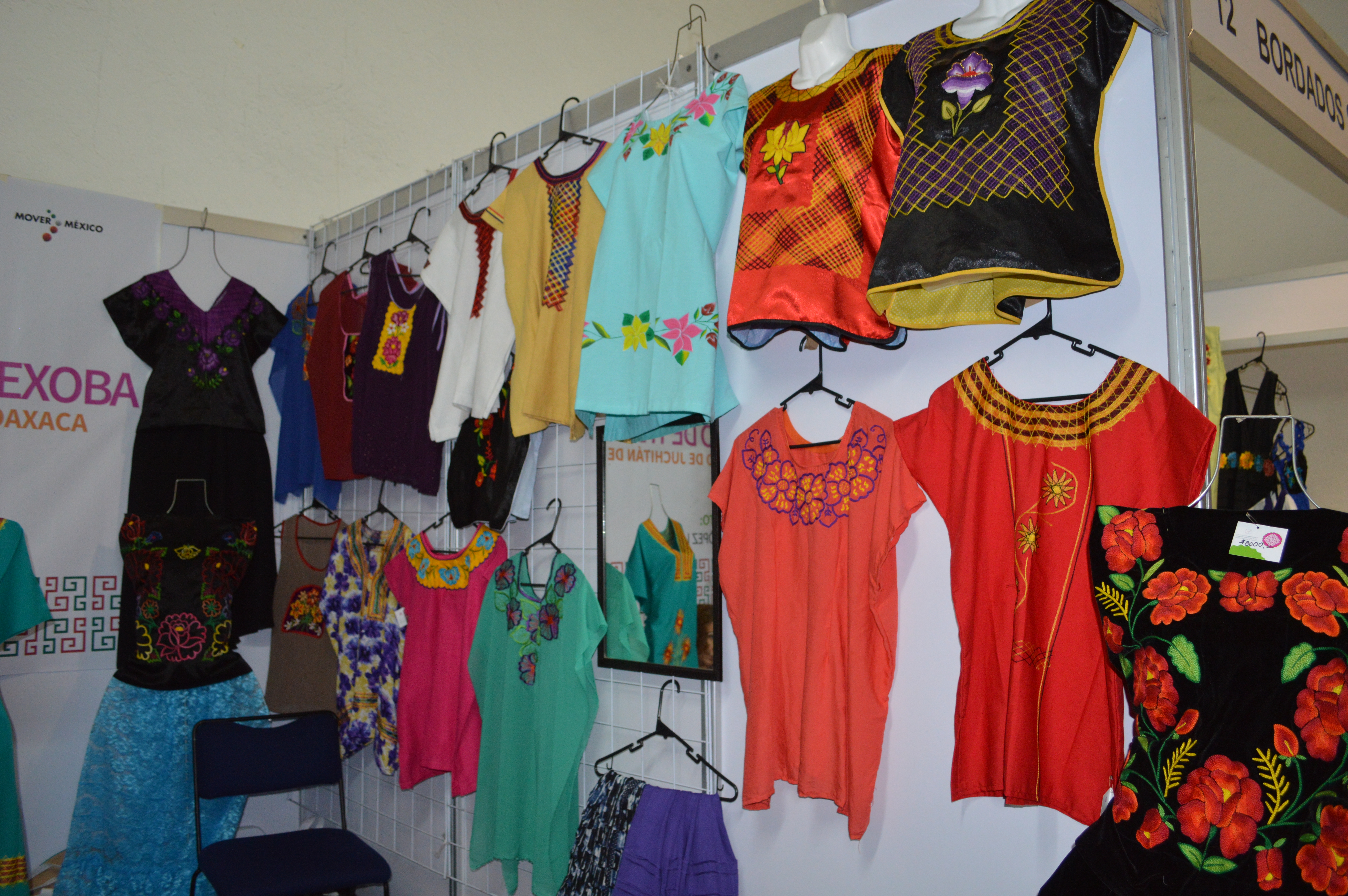
Huipils et chemisiers de Juchitán.

Il y a des artisans dans d'autres parties de l'État, bien qu'ils ne soient pas aussi bien connus.
L'État a une grande diversité de traditions textiles, de nombreuses communautés ayant des styles de vêtements et de dessins différents. La région chinantèque (es) dans le nord de l'état est connue pour ses designs uniques de huipil, fabriqués par les peuples locaux Chinantèque et Mazatèque. Chaque ville a ses propres variations et il y a trois types de huipils, ceux pour usage quotidien, semi-formel et formel.
Le fer forgé et d'autres métaux se trouvent dans les villes de Tlaxiaco à l'ouest et Santa Catarina Juquila et Santiago Jamiltepec au sud-ouest de l'état, généralement des objets pratiques comme des couteaux. La dernière est connue pour son style local de machette,,.
La zone de Tehuantepec produit une poterie de couleur orange, très résistante à la casse et généralement utilisée pour les carreaux, les pots de fleurs et autres articles à usage intensif. Pour les objets décoratifs, la pastillaje est également utilisée pour ajouter des fleurs et d'autres feuillages et peut être cuite une deuxième fois pour fixer la coloration. À Juchitan, les marchandises comprennent des vêtements traditionnels locaux pour hommes et femmes, des poupées et des masques en argile, des porte-clés, des bonbons locaux et du mezcal. La plupart des artisans juchitans doivent compter sur des intermédiaires pour acheminer leurs produits sur le marché. Cependant, plus de cinquante ateliers de la région se sont regroupés en coopérative pour promouvoir leurs produits, surtout en mai lorsque la ville organise sa foire régionale qui attire de nombreux visiteurs. Le groupe s'efforce également d'avoir des produits disponibles lors d'autres événements dans l'État, en particulier pendant les principales saisons touristiques.
Les bijoux en or et en argent sont produits dans la région de Tehuantepec, aussi bien par la méthode du filigrane introduite par les Espagnols que par des pièces martelées à la main. Une variété locale de bijoux est faite à partir de pièces d'or anciennes. Des pièces filigranes et martelées sont également produites à Huajuapan de León, souvent des reproductions de bijoux trouvés à Monte Albán et dans d'autres sites archéologiques.
Le tissage des feuilles de palmiers se fait le plus souvent dans la région tropicale mixtèque de l'état à l'ouest et comprend des chapeaux, des nattes, des vases à fleurs et de petites bourses. La communauté la plus connue pour ce travail est Tlaxiaco, qui fabrique également des textiles fins et du linge de maison,.
La plupart de la maroquinerie se trouve à Ejutla de Crespo et Jalatlaco, dont les produits sont exportés vers d'autres pays. Parmi les pièces les plus remarquables, mentionnons les fourreaux pour les machettes, les selles, les portefeuilles, les ceintures, les ceintures, les portfolios et plus encore. Le cuir est fabriqué à partir de peaux d'animaux locaux. Les pièces de cuir telles que les ceintures et les sacs sont brodées avec de la fibre d'istle, qui est extraite de feuilles de maguey,.
Le café est cultivé et transformé dans les zones de montagne proches de la côte, en particulier dans les municipalités de Santa María Huatulco, Pluma Hidalgo, Candelaria Loxicha, San Miguel del Puerto, San Mateo Piñas, Santiago Xanica, et San Pedro Pochutla. Cette tradition remonte au XVIIe siècle, lorsque le caféier a été introduit par des pirates anglais, puis développé au XXe siècle par des immigrants allemands.